# Axel Erdmann
Axel Erdmann (* 1950 in Rostock) ist ein deutscher Unternehmer und seit 1997 schwedischer Honorarkonsul in Mecklenburg-Vorpommern.

## Leben
Erdmann wuchs in Rostock auf, nach dem Abitur studierte er bis 1972 Betriebswirtschaft an der Universität Rostock. Danach arbeitete Erdmann als Diplombetriebswirt am Institut für Seeverkehr und später bei der Deutschen Seereederei. Nach der Wende setzte er sich für die Reprivatisierung der VEB Metallwerkstätten Warnow ein, die 1972 aus der 1868 von Ferdinand Schultz gegründeten Drahtwarenfabrik hervorgingen. 1902 übernahm Erdmanns Großvater Paul Erdmann diesen Betrieb. Erdmann ist bis heute geschäftsführender Gesellschafter der Firmengruppe Ferdinand Schultz Nachfolger (FSN).
Seit 1997 hat Erdmann das Amt des schwedischen Honorarkonsuls in Mecklenburg-Vorpommern inne.

## Mitgliedschaften und Ämter
- Honorarkonsul des Königreichs Schweden[2]
- 2. Vizepräsident des Unternehmerverbandes Rostock -Mittleres Mecklenburg[3]